# کفه نمک سیرجان
کفه نمک سیرجان نام یک کفه نمکی در نزدیکی سیرجان در استان کرمان ایران است. این کفه هم‌اکنون به‌صورت انبار عظیمی از نمک محلول درآمده که سرتاسر حوضه دشت سیرجان را به‌طور غیرمستقیم چه در حالتی که دریاچه نمک پرآب باشد و چه در حالت خشک انباشته از نمک را تحت تأثیر خود درآورده است سطح باتلاق را پوشش ضخیمی از نمک طعام پوشانده‌است.
باتلاق نمک به‌صورت نوار شمال غربی، غرب تا جنوب‌غربی دشت سیرجان را در برمی‌گیرد و دنباله آن به‌صورت منقطع و ضعیف تا دشت شهر بابک ادامه دارد.